# Vot paral·lel
Els sistemes de vot paral·lel són sistemes de votació mixtos en què els votants participen en dues eleccions concurrents que utilitzen sistemes electorals diferents i en què una elecció sovint no té cap influència directa sobre els resultats de l'altra. Si la influència o l'impacte d'una elecció sobre l'altra és gran, llavors es tracta només d'un sistema de representació proporcional mixta. El sistema de membres suplementaris (SMS) és el sistema de vot paral·lel més utilitzat i que combina l'escrutini uninominal majoritari amb la representació proporcional.
Amb el SMS, un percentatge predeterminat dels membres del parlament hi són elegits amb l'escrutini uninominal majoritari; és a dir, competeixen en eleccions locals a llurs respectives circumscripcions, i el candidat que hagi aconseguit el major nombre de vots, n'és elegit com a representant. La resta dels membres del parlaments són elegits per mitjà de l'escrutini proporcional plurinominal; és a dir, assignats a partir de les llistes de partits (obertes o tancades) en proporció al nombre total de vots que cada partit va rebre en les eleccions. Els diputats electes amb el primer mètode sovint es coneixen com a "diputats uninominals", i els diputats electes amb el segon mètode, com a "diputats plurinominals".
A diferència dels sistemes de representació proporcional mixta, en què s'aconsegueix la representació proporcional en tot el parlament (és a dir que el nombre de seients assignats a cada partit correspon a la proporció dels vots que els partits van obtenir en les eleccions), en el SMS, la proporcionalitat està confinada només a la secció del parlament assignada amb el mètode de representació proporcional. Així, si un partit aconsegueix el 5% dels vots, només li serà assignat el 5% dels seients dels diputats plurinominals, sense importar el nombre de seients que hagi guanyat uninominalment, fins i tot si no n'aconsegueix cap.
Alguns països, com a Mèxic, estableixen límits al nombre de seients assignats plurinominalment, per evitar que un partit sigui "sobrerepresentat", sovint posant un límit al nombre de seients que un partit pot tenir en total (uninominals i plurinominals), o a la diferència entre el percentatge de vots obtinguts en les eleccions i el percentatge de seients que el partit obté en total (uninominals i plurinominals).

## Ús

### Andorra
A Andorra s'usa un sistema de vot paral·lel en les Eleccions al Consell General. En aquestes eleccions, la meitat dels 28 consellers generals s'elegeixen amb escrutini proporcional plurinominal en llistes tancades, i l'altra meitat s'elegeixen en un sistema majoritari plurinominal a raó de dos consellers per a cadascuna de les set parròquies.

### Japó
Els 465 escons de la Cambra de Representants del Japó es disputen mitjançant vot paral·lel. D'aquests, 289 diputats són elegits en circumscripcions uninominals per vot uninominal, mentre que 176 membres són elegits en 11 circumscripcions plurinominals per representació proporcional amb llista de partit. Un partit polític pot presentar llista en una circumscripció electoral si disposa d'almenys 5 membres de la Dieta o almenys 1 membre de la Dieta i almenys el 2% del vot nacional en un nivell d'una recent elecció nacional, i si es perd el vot de circumscripció, es pot ser elegit en els escons assignats proporcionalment. Si un candidat doble obté menys del 10% dels vots a la seva circumscripció majoritària, també queda desqualificat com a candidat proporcional.